# Le Cerneux-Péquignot
Le Cerneux-Péquignot é uma comuna da Suíça, situada no cantão de Neuchâtel. Tem 15,67 km² de área e sua população em 2018 foi estimada em 311 habitantes.